# Todd Haynes
Todd Haynes (* 2. ledna 1961 Los Angeles) je americký režisér.
V roce 1987 natočil krátkometrážní dokumentární film Superstar: The Karen Carpenter Story. První celovečerní snímek, nazvaný Jed, uvedl roku 1991. Šlo o adaptaci díla francouzského spisovatele Jeana Geneta. Později natočil například film Sametová extáze, v němž se zaměřil na éru glamrocku v sedmdesátých letech. Mezi jeho další filmy patří například Daleko do nebe (2002), Beze mě: Šest tváří Boba Dylana (2007) a Wonderstruck (2017).
Také natočil reklamu na pivo Heineken, stejně jako videoklip k písni „Disappearer“ skupiny Sonic Youth. Roku 2017 oznámil záměr natočit dokumentární film o experimentální hudební skupině The Velvet Underground.
Je gay a jeho tvorba odráží LGBT tematiku, např. v roce 2011 jeho režijní retrospektivu uvedl i český queer festival Mezipatra.

## Filmografie
| Rok  | Název filmu                          | Typ            | Žánr                           | Role                                   | Poznámky                      |
| ---- | ------------------------------------ | -------------- | ------------------------------ | -------------------------------------- | ----------------------------- |
| 1978 | The Suicide                          | Krátkometrážní |                                | režisér a scenárista                   |                               |
| 1985 | Assassins: A Film Concerning Rimbaud | Krátkometrážní |                                | režisér, scenárista, herec             | v roli sám sebe               |
| 1987 | Superstar: The Karen Carpenter Story | Krátkometrážní | Dokumentární, Hudební          | režisér, scenárista, producent, herec  | role: Todd Donovan, Diskžokej |
| 1989 | La Divina                            | Krátkometrážní |                                | producent                              |                               |
| 1989 | He Was Once                          | Krátkometrážní |                                | producent, herec                       | role: Randy                   |
| 1991 | Jed                                  | Film           | Drama, Horor, Sci-fi           | režisér a scenárista                   |                               |
| 1993 | Dottie dostává na zadek              | TV film        | Krátkometrážní                 | režisér a scenárista                   |                               |
| 1995 | Safe                                 | Film           | Psychologický, Drama, Thriller | režisér a scenárista                   |                               |
| 1998 | Sametová extáze                      | Film           | Drama, Hudební                 | režisér a scenárista                   |                               |
| 2002 | Daleko do nebe                       | Film           | Drama, Romantický              | režisér a scenárista                   |                               |
| 2007 | Beze mě: Šest tváří Boba Dylana      | Film           | Drama, Hudební, Životopisný    | režisér a scenárista                   |                               |
| 2008 | „Share the Good”                     | Reklama        |                                |                                        | Heineken Premium Light        |
| 2011 | Mildred Pierceová                    | TV seriál      | Drama                          | režisér, scenárista, výkonný producent |                               |
| 2011 | Mé nové Já                           | TV seriál      | Komedie, Drama                 | režisér                                |                               |
| 2013 | Šest písní Stephena Sondheima        | TV film        | Dokumentární                   | režisér                                |                               |
| 2015 | Carol                                | Film           | Drama, Romantický              | režisér                                |                               |
| 2017 | Okouzlení                            | Film           | Drama, Mysteriózní             | režisér                                |                               |
| 2019 | Dark Waters                          | Film           | Drama, Životopisný             | režisér                                |                               |
| 2021 | The Velvet Underground               | Film           | Dokumentární                   | režisér, scenárista, producent         |                               |
| 2023 | Láska napříč věkem                   | Film           | Drama, Romantický              | režisér                                |                               |

### Výkonný producent
- Patnáctiletá (2006)
- Stará radost (2006)
- Wendy a Lucy (2008)
- Zkratkou v Oregonu (2010)
- Buoy (2012)
- Noc přichází (2013)
- Jisté ženy (2016)